# Modrý mauricius

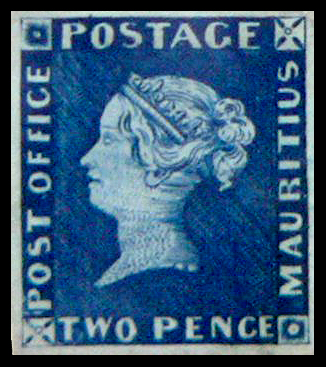
Modrý mauritius

Modrý mauritius (známka odborně označovaná jako Mauritius post office) je patrně nejznámější poštovní známka. Zároveň je jednou z nejcennějších známek světa. Známka modré barvy s nominální hodnotou 2 pence byla vydána spolu se známkou červené barvy (červený mauritius) s nominální hodnotou 1 penny 20. září 1847 na ostrově Mauricius. Jedná se o vůbec první známky britské koloniální říše vydané mimo vlastní Velkou Británii, kde byly první známky vydány o sedm let dříve, v roce 1840. Každá z nich byla vydána v počtu pouhých 500 kusů. Mnoho z nich bylo použito na pozvánkách k plesu, které posílal tehdejší mauricijský guvernér Sir William Maynard Gomm krátce po jejich vydání. Z celkového původního nákladu 1000 ks se dodnes zachovalo 15 oranžových a 12 modrých.

## Specifika známek
Vzácnost známek spočívá především v poměrně malém množství známek tohoto vydání, které byly původně vydány s nápisem POST OFFICE (poštovní úřad). O rok později, v roce 1848, byly totiž vydány obdobné známky, ale již se změněným nápisem POST PAID (poštovné zaplaceno), který lépe vystihoval poštovní funkci známek. Ty byly vydány již ve větším množství, takže jejich cena je relativně nižší (nejméně 10násobně). V současné době existuje na světě pouhých 14 exemplářů známek s nápisem POST OFFICE v červené barvě (z toho 2 nepoužité a 12 použitých) a 12 exemplářů v modré barvě (4 nepoužité a 8 použitých). Dva z nich jsou i ve sbírce britského krále Karla III., další dva jsou ve sbírce berlínského poštovního muzea.

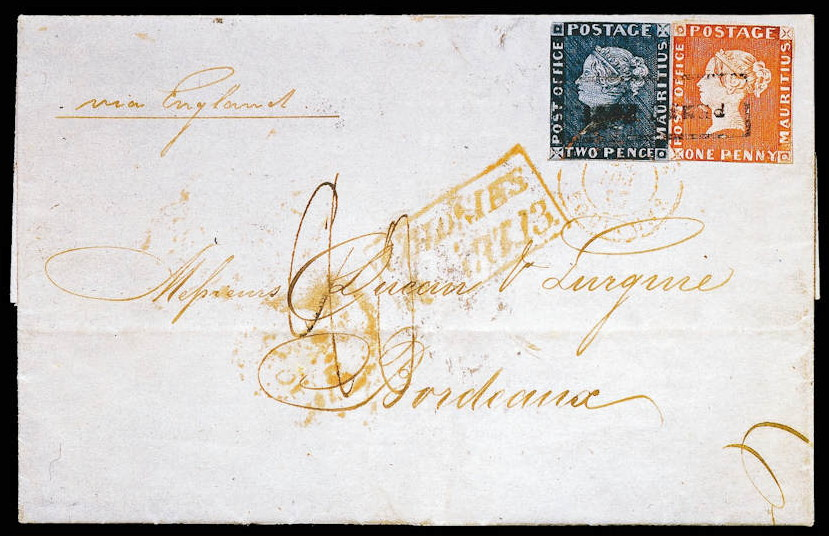
Bordeaux Cover

Jeden z několika exemplářů těchto známek s hodnotou 2 pence byl v poslední době[kdy?] vydražen na aukci za 1,6 milionu švýcarských franků. Nejvzácnější exempláře jsou však na obálce s nalepenou jak modrou, tak červenou známkou (tzv. Bordeaux cover). Za tento dopis byly na aukci zaplaceny 4 miliony amerických dolarů. V Česku byl modrý mauritius k vidění na Světové výstavě poštovních známek Praga 2008. Předtím se tyto známky objevily v roce 2005 na Evropské výstavě poštovních známek v Brně a na pražské Světové výstavě poštovních známek v roce 1978.
V srpnu 2016 zakoupil nejcennější dvojici známek modrého a červeného mauritia soukromý investor z České republiky za přibližnou cenu 100 milionů korun.
Na konci roku 2016 získal tento sběratel v aukci za cenu 2,4 miliónu eur obálku s dvěma červenými mauritii, takzvaný Bombay Cover neboli Bombajský dopis.

## Legendy

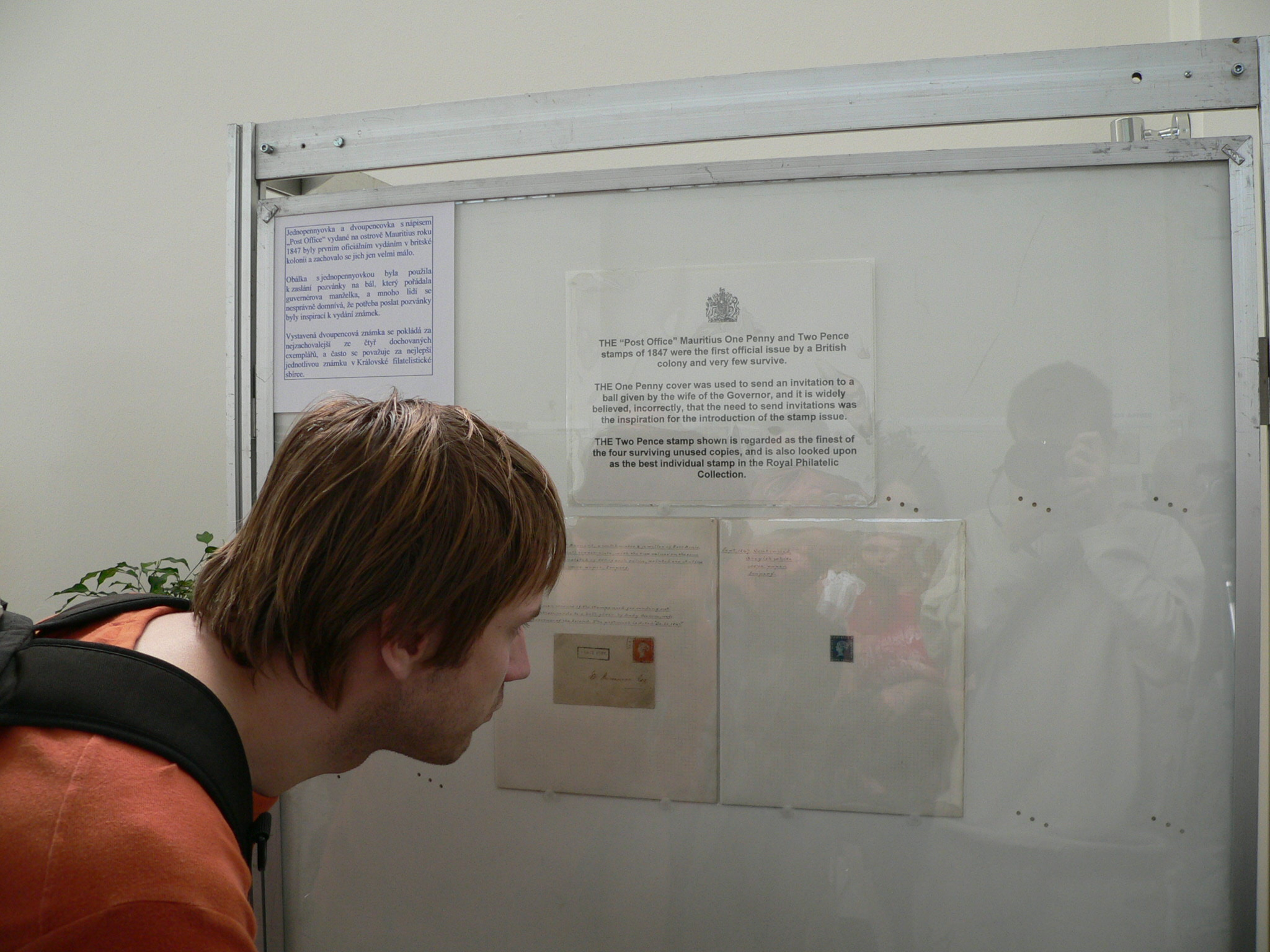
Návštěvníci výstavy si prohlížejí jednopencovou a dvoupencovou známku s nápisy POST OFFICE vydané na ostrově Mauricius roku 1847

Známka se stala velmi populární zejména pro velké množství legend, které se k ní vztahují. Podle nejznámější z nich si známky nechala k příležitosti velkého plesu vytisknout manželka mauricijského guvernéra Lady Gommová, protože chtěla jít s dobou. Protože však vzhledem k blízkému termínu plesu neměla čas objednat tisk známek do Velké Británie, pověřila tím jednoho místního starého poloslepého hodináře Josepha Osmonda Barnarda. Ten údajně v roztržitosti zaměnil nápis POST PAID za POST OFFICE. Pravdou však je, že rytec známek Barnard nebyl ani starý (narodil se v roce 1816), ani poloslepý, ani hodinář. Známky nebyly ani vydány v přímé souvislosti s plesem. Nápis POST OFFICE byl pravděpodobně pro toto první vydání původně skutečně zamýšlen, objevuje se i na jiných (např. amerických) známkách a nejedná se tak o chybotisk.

## Pojem jinde v kultuře
Motiv této známky vystupuje také v komiksových příbězích Rychlých šípů od Jaroslava Foglara. V jednom z příběhů filatelista Maxmilián Dráp zemřel poté, co omylem spálil obálku s modrým mauriciem. Příběh pak vyšel také v samostatné knize Život a smrt Maxmiliána Drápa, z roku 2024.
Spisovatel Josef Kuchynka nazval chlapecký román o padělatelích vzácné známky Modrý Mauricius (vydáno pod pseudonymem Jiří Medula, il. Jiří Trnka, vydal Toužimský a Moravec, Praha, 1937)

## Oranžový mauricius

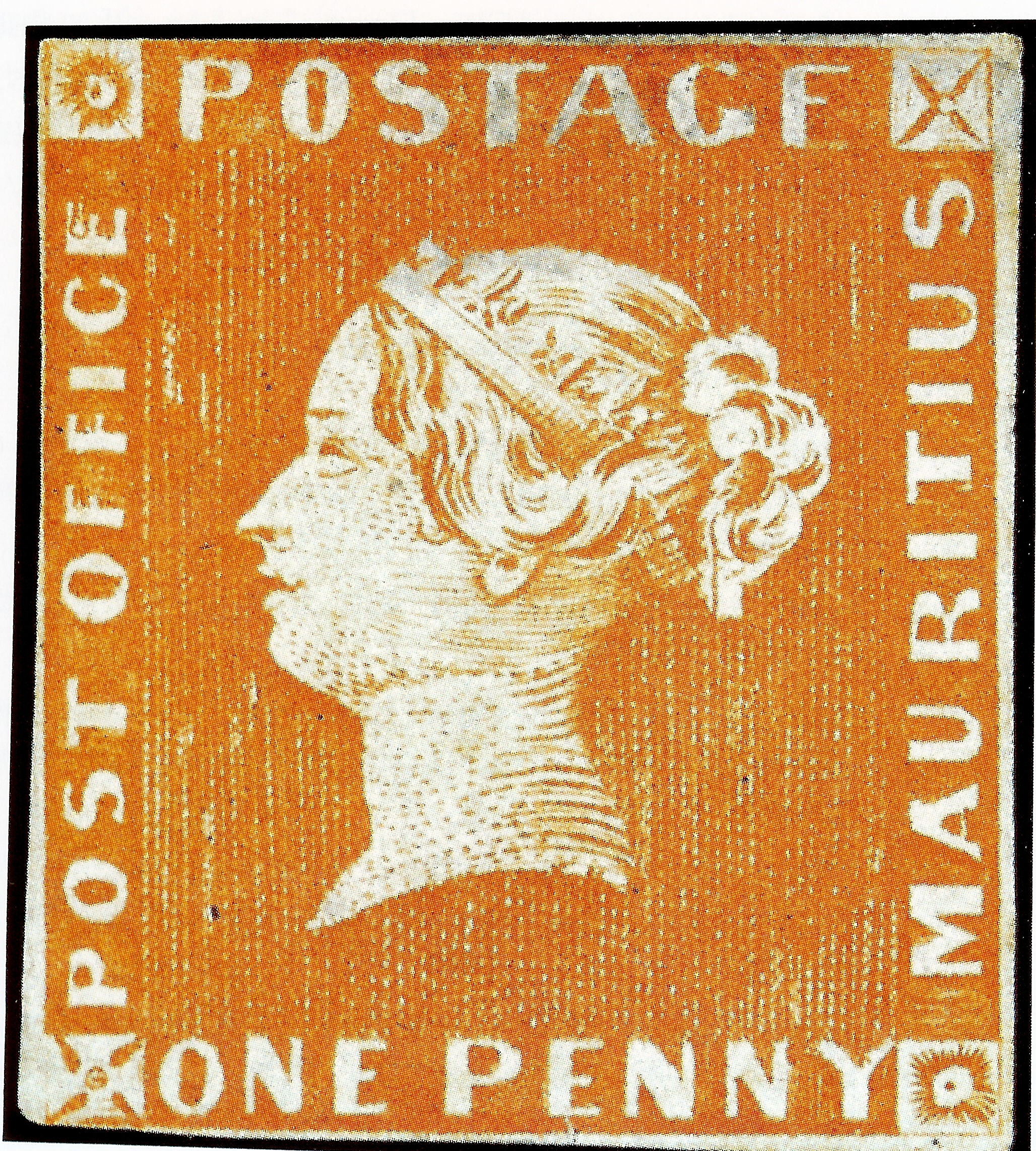
Červený (oranžový) mauricius Post Office

Jednopencový červený mauritius lze považovat za spíše oranžový.